# Mark Burns (Schauspieler)
Mark Burns (* 30. März 1936 in Bromsgrove, Worcestershire, England; † 8. Mai 2007 in London, England) war ein britischer Schauspieler.

## Leben und Karriere
Nach seiner schulischen Ausbildung am Ampleforth College in North Yorkshire wollte Burns zunächst Priester werden, entschied sich dann aber nach einem zweijährigen Militärdienst bei den Königlichen Husaren für die Schauspielerei. In den 1960er-Jahren machte der blondhaarige Darsteller sich einen Namen mit der Darstellung eleganter Upper-Class-Figuren in Kostümfilmen, beispielsweise unter Regie von Tony Richardson in Der Angriff der leichten Brigade aus dem Jahre 1968. Zeitweise galt er als einer der beliebtesten Jungschauspieler von Großbritannien.
Mark Burns wurde auch von internationalen Regisseuren verpflichtet, etwa zweimal von Luchino Visconti in Musikerrollen: In Tod in Venedig (1971) spielte er die wichtige Nebenfigur des renitenten Freundes und Schülers Alfried, und in Ludwig II. (1972) war er neben Helmut Berger als Hans von Bülow zu sehen. In zumeist kleineren Filmproduktionen übernahm Burns auch immer wieder Hauptrollen, etwa im Mysteryfilm Death Is a Woman (1966) oder dem Horrorfilm House of the Living Dead (1974). Für letzteren Film gewann Burns einen Preis beim Sitges Festival als Bester Schauspieler. In den 1980er-Jahren ließen die Angebote zusehends nach, eine seiner letzten signifikanten Rollen hatte er 1990 in Bullseye – Der wahnwitzige Diamanten Coup. Wenige Monate vor seinem Tod übernahm er eine kleine Rolle als Priester im Fantasyfilm Der Sternwanderer. Der Film erschien erst nach Burns’ Tod und ihm wurde im Abspann gedacht.
Zwischen 1960 und 2007 spielte Burns insgesamt in über 40 Spielfilmen und etwa genauso vielen Fernsehserien. Dazu war er auch regelmäßig auf britischen Theaterbühnen tätig. Er starb 2007 im Alter von 71 Jahren nach einer langwierigen Krebserkrankung. Der Schauspieler war zweimal verheiratet: Von 1976 bis zur Scheidung 1983 mit der Schauspielkollegin Jane How (* 1950), sowie von 1990 bis zu seinem Tod 2007 mit dem Model Paulene Stone (* 1941). Mark Burns hatte eine Tochter.

## Filmografie (Auswahl)
- 1960: Die letzte Fahrt der Bismarck (Sink the Bismarck!)
- 1960: Einst ein Held (Tunes of Glory)
- 1960: Exodus
- 1962: Saki (Miniserie, 8 Folgen)
- 1962: Das Netz (A Prize of Arms)
- 1963: Nacht der Erfüllung (Le Jour et l’Heure)
- 1963: Richard Löwenherz (Richard The Lionheart, Fernsehserie, Folge 1x34)
- 1964: Rupert of Hentzau (Fernsehserie, 5 Folgen)
- 1965: Ein Platz ganz oben (Life at the Top)
- 1966: Der Baron (The Baron, Fernsehserie, Folge 1x13)
- 1966: C.I.A. an Malta: Diese Frau ist gefährlich (Death Is a Woman)
- 1967: Minirock und Kronjuwelen (The Jokers)
- 1967: It – Der Golem lebt! (It!)
- 1967: Nummer 6 (The Prisoner, Fernsehserie, Folge 1x11)
- 1967: Was kommt danach…? (I’ll Never Forget What’s’isname)
- 1968: Der Angriff der leichten Brigade (The Charge of the Light Brigade)
- 1968: Simon Templar (The Saint, Fernsehserie, Folge 6x10)
- 1970: Das Mädchen und der Zigeuner (The Virgin and the Gypsy)
- 1970: Die Gräfin und ihr Oberst (The Adventures of Gerard)
- 1971: Tod in Venedig (Morte a Venezia)
- 1972: Das Pariser Appartment (A Time for Loving)
- 1973: Ludwig II. (Ludwig)
- 1973: Der Mönch von San Dominico (Giordano Bruno)
- 1974: House of the Living Dead
- 1974: 18 Stunden bis zur Ewigkeit (Juggernaut)
- 1975: Brannigan – Ein Mann aus Stahl (Brannigan)
- 1975: Unternehmen Rosebud (Rosebud)
- 1975: The Maids
- 1976: Mit Schirm, Charme und Melone (The New Avengers, Fernsehserie, Folge 1x02)
- 1977: Count Dracula (Fernsehfilm)
- 1978: Die Stute (The Stud)
- 1979: Lady Diamond (The Bitch)
- 1979: Verurteilt wegen Liebe (Home Before Midnight)
- 1981: Der Augenzeuge (Eyewitness)
- 1983: Jim Bergerac ermittelt (Bergerac, Fernsehserie, Folge 2x08)
- 1983: Die verruchte Lady (The Wicked Lady)
- 1983: Wagner – Das Leben und Werk Richard Wagners (Wagner, Miniserie)
- 1984: Sein größter Sieg (Champions)
- 1984: Remington Steele (Fernsehserie, Folge 3x01)
- 1984: Schizophrenia (The Surrogate)
- 1986: Keeping Track – Im Fadenkreuz (Keeping Track)
- 1990: Bullseye – Der wahnwitzige Diamanten Coup (Bullseye!)
- 1993: Ticket in den Tod (Passport to Murder, Fernsehfilm)
- 1993: Dirty Weekend
- 1994: Emmerdale (Fernsehserie, 2 Folgen)
- 1994: Die Scharfschützen (Sharpe, Fernsehserie, Folge 2x03)
- 1994: Heartbeat (Fernsehserie, Folge 4x08)
- 1995: Wie kommt man schnell ans große Geld? (Savage Hearts)
- 1998: The Clandestine Marriage
- 2007: Der Sternwanderer (Stardust)